# Phlox procumbens
Phlox procumbens är en blågullsväxtart som beskrevs av Johann Georg Christian Lehmann. Phlox procumbens ingår i släktet floxar, och familjen blågullsväxter. Inga underarter finns listade i Catalogue of Life.